# Герб Верхнеколымского улуса
Герб муниципального образования «Верхнеколы́мский улу́с (райо́н)» Республики Саха (Якутия) Российской Федерации.
Герб утверждён решением Собрания депутатов муниципального образования Верхнеколымский улус (район) № 119 от 26 мая 2004 года. 10 августа 2005 года Решением Собрания депутатов муниципального образования Верхнеколымский улус (район) № 206 в описание герба и его символики были внесены изменения.
Герб подлежит внесению в Государственный геральдический регистр Российской Федерации.

## Описание герба
« Герб муниципального образования „Верхнеколымский улус (район)“ представляет собой геральдический щит классической „французской“ формы, разделённый на четыре равные части.
В левой верхней части на зелёном фоне — изображение соболя чёрного цвета. В правой верхней части на синем фоне — изображение коча — небольшого парусно-гребного судна, применявшегося на севере Руси в XVI-XVII веках. В левой нижней части герба на синем фоне — изображение трёх рыб серебристого цвета. В правой нижней части на зелёном фоне — изображение перекрещивающихся геологического молотка и кирки золотого цвета. В верхней части на белом фоне — обрамление с традиционным национальным орнаментом в виде семи ромбических кристаллообразных фигур» (в редакции решения № 206 от 10 августа 2005 года).

## Символика герба

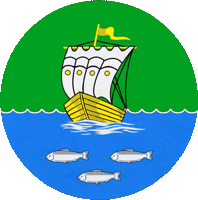
Герб Зырянки (2008 год)

Соболь колымского кряжа имеет темный окрас и признан одним из ценнейших в мире мехов данного вида.
Коч символизирует процесс открытия и освоения русскими казаками — первопроходцами реки Колымы. В 1643 году, построив коч, М. Стадухин, С. Дежнёв, Д. Зырян впервые пришли на Колыму. Коч так же является символом речного флота.
Рыбы на гербе свидетельствуют о промышленной рыбодобычи в районе. Река Колыма, её притоки, многочисленные озера края богаты нельмой, чиром, омулем, сигом и многими другими видами рыб.
Геологический молоток и кирка — символы горнодобывающей промышленности, которая составляет экономическую основу района. Геологический молоток и кирка подчеркивают подвиги северян, первопроходцев, осваивающих новые территории.
Авторы герба: Сергеев Вячеслав Ратмирович (п. Зырянка), Прокопьев Андрей Алексеевич (п. Зырянка).
На основе герба района в 2008 году был создан и утверждён герб административного центра района — посёлка Зырянка.